# Oost/Westlijn
De Oost/Westlijn is een voorgestelde metrolijn in Amsterdam, waarvoor vooralsnog geen concrete plannen zijn gemaakt.

## Geschiedenis

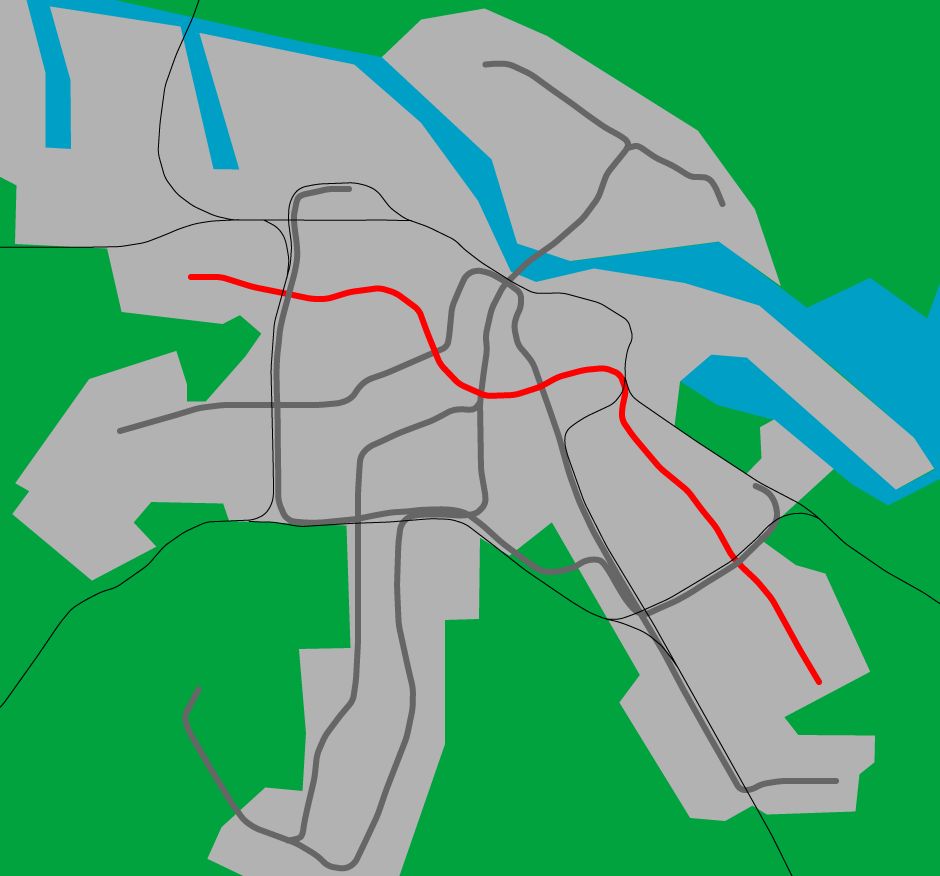
De Oost/Westlijn, zoals voorgesteld in het Plan Stadsspoor van 1968.

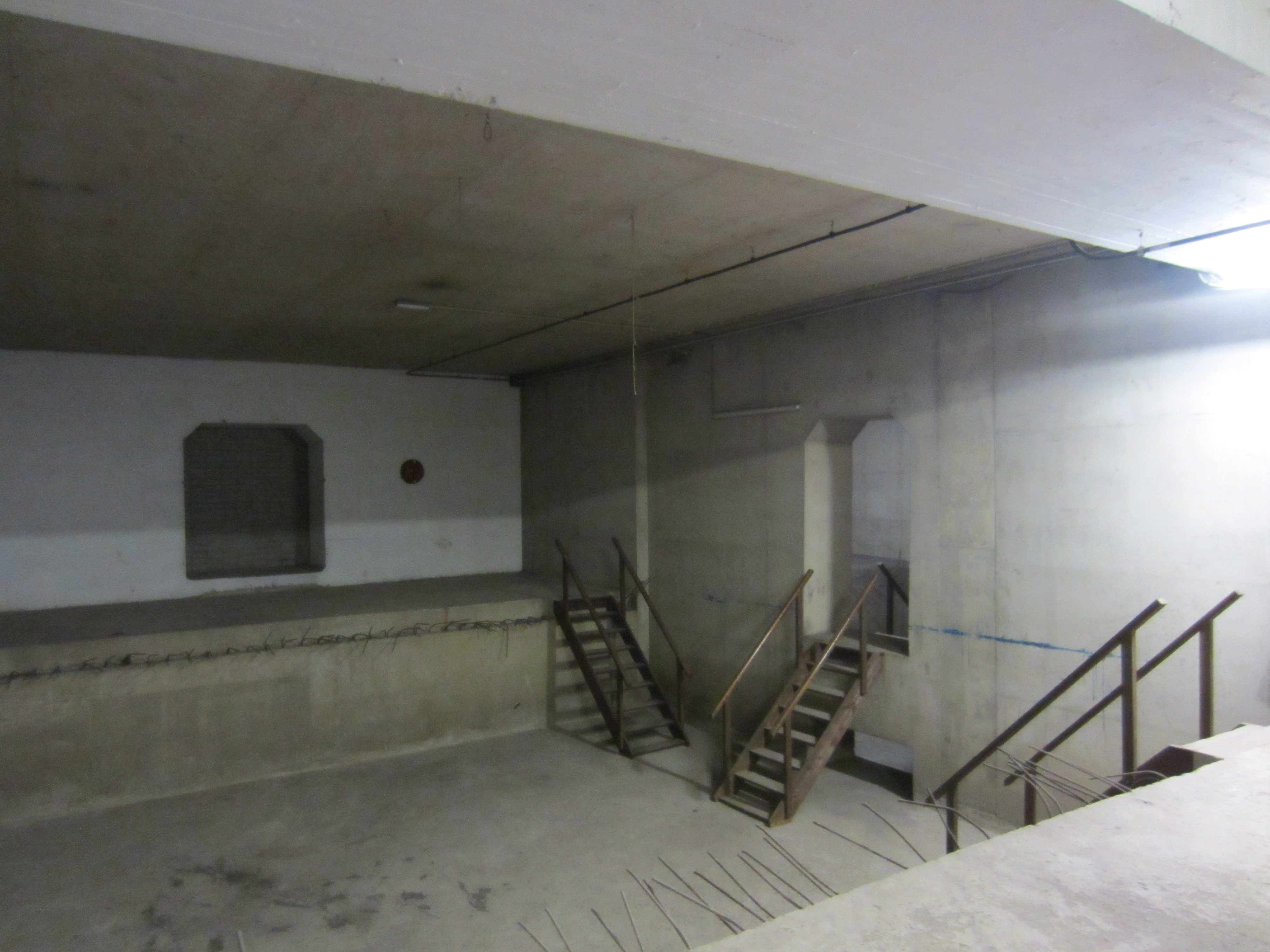
Het ongebruikte tunnelsegment, bestemd voor de nooit gebouwde Oost/Westlijn van Gaasperplas naar Geuzenveld

In het Plan Stadsspoor uit 1968 wordt een Oost/Westlijn voorgesteld van Geuzenveld naar Gaasperplas. Deze lijn zou tussen de stations Gaasperplas en Verrijn Stuartweg het tracé van de huidige metrolijn 53 volgen. Ten noorden daarvan zou de lijn door Diemen-Zuid en onder de Middenweg lopen tot aan station Muiderpoort, om vervolgens via de Singelgracht en de Jan van Galenstraat naar Geuzenveld te leiden. Bij de bouw van de huidige Oostlijn werd al rekening gehouden met deze lijn: onder station Weesperplein, aanvankelijk voorzien als kruisingsstation, ligt een deel van het station voor een Oost/Westlijn. Station Weesperplein heeft als enige van de stations aan de Oostlijn zijperrons in plaats van een eilandperron. Deze typische configuratie zou een latere verbinding met het perron voor de Oost/Westlijn hebben vereenvoudigd. Bij de bouw van station Vijzelgracht is er ook rekening gehouden met een Oost/Westlijn over de Noord/Zuidlijn heen.

## Huidige plannen
In 2003 wordt het Structuurplan "Kiezen voor Stedelijkheid" van de gemeente Amsterdam uitgegeven. Daarin wordt ook een oost/westlijn voorgesteld met een tracé tussen station Lelylaan en Muiderpoort. Een verlenging in westelijke richting naar Osdorp ligt voor de hand.
In 2007 verschijnt de Metronetstudie, waarin twee varianten voor een oost/westlijn worden aangedragen:
- een lijn vanuit Schiphol en Osdorp naar het centrum van Amsterdam via station Vijzelgracht;
- een lijn die in het westen hetzelfde tracé als de eerste variant volgt, maar in de buurt van het Leidseplein in noordelijke richting afbuigt, om in het Centraal Station aan te sluiten op de Oostlijn. Een dergelijke lijn was al opgenomen in het oorspronkelijke Plan Stadsspoor.

In maart 2011 verscheen de definitieve versie van de nieuwe structuurvisie "Amsterdam 2040 - Economisch sterk en duurzaam". Op de bijbehorende kaarten "Wensbeeld OV Netwerk 2030" en "Faseringsbeeld 2030+" staat opnieuw een Oost/Westlijn ingetekend, vanaf Schiphol via Osdorp, Cornelis Lelylaan, Overtoom, Weteringschans en Sarphatistraat naar het Muiderpoortstation. De optie om de Oost/Westlijn bij het Centraal Station aan de bestaande Oostlijn te koppelen, zoals in de eerder verschenen Metronetstudie nog werd voorgesteld, lijkt hier niet meer aan de orde te zijn.
Namens het GVB heeft Alexandra van Huffelen in 2015 laten weten de bereikbaarheid van Schiphol te willen vergroten met een Oost/Westlijn van IJburg via Osdorp naar Schiphol. Jos Nijhuis reageerde hier namens Schiphol met instemming op.
Lijnen: Huidig: 
 Metrolijn 50 (Ringlijn) ·
 Metrolijn 51 (Ringlijn) ·
 Metrolijn 52 (Noord/Zuidlijn) ·
 Metrolijn 53 (Gaasperplaslijn) ·
 Metrolijn 54 (Geinlijn)
Voormalig: 
 Metro/sneltramlijn 51 (Amstelveenlijn)
Materieelseries: Huidig
(M4 ·
M5 · 
M7 ·
S3) · Voormalig (M1 · 
M2 · 
M3 ·
S1 ·
S2)